# Kim Swoo-geun
Dans ce nom coréen, le nom de famille, Kim, précède le nom personnel.
Pour les articles homonymes, voir Kim.

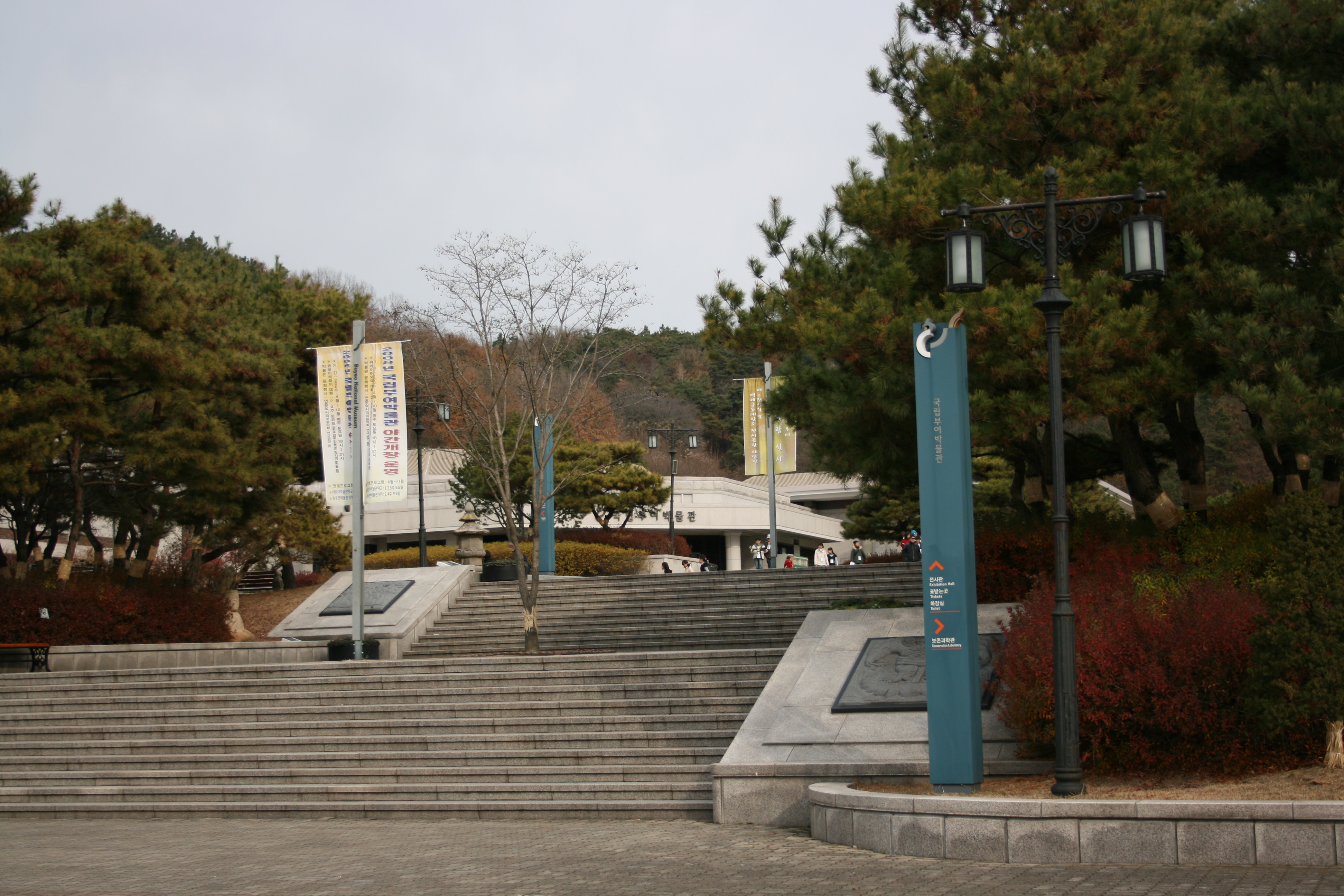
Musée national de Buyeo

Kim Swoo-geun (né le 20 février 1931 à Chongjin, Hamgyong du Nord, mort le 14 juin 1986 à Séoul) est un architecte sud-coréen, éducateur, éditeur et mécène. Avec Kim Joong-up (김중업), il est reconnu comme un des contributeurs importants dans l'histoire de l'architecture sud-coréenne. Pour son soutien aux genres artistiques variés de la culture coréenne, il a été appelé le Laurent de Médicis de Séoul par Time (magazine) en 1977.

## Biographie
Il s’intéresse à l'architecture quand il est en seconde année de la Kyunggi High School par l'entremise de son précepteur anglais et d'un soldat américain.
Après qu'il a obtenu son diplôme de cette école en 1950 il entre à l'université nationale de Séoul où il est diplômé d'architecture. En 1952, durant la guerre de Corée, il quitte l'école et se rend au Japon où il étudie l'architecture moderne à l'université des Arts de Tokyo. Durant ses études à l'université, il entre comme stagiaire dans l'atelier d'architecture « Hirada Matsuda (松田平田) ». Il reçoit en 1960 un Master en architecture de l'université de Tokyo où il achève son doctorat.
Il remporte en 1959 le concours pour la construction du bâtiment de l'Assemblée nationale sud-coréenne, mais son projet ne se concrétise pas du fait de la situation politique de l'époque. En 1960, il retourne en Corée avec sa femme japonaise Michiko Yajima (矢島道子) dont il a trois enfants. En 1961, il fonde son propre atelier d'architecture, « Kim Swoo Geun Planning and Design" (김수근 건축사무소) », prédécesseur de l'actuel SPACE group. À la même époque, il commence à enseigner au département d'architecture de l'Université Hongik.
Kim conçoit plus de 200 projets en Corée du Sud et à l'étranger. Parmi ses créations les plus représentatives, on compte le « SPACE Group building » (공간 사옥, 1978), l'église catholique « Masan Yangdeok » (마산양덕성당 1979), le musée national de Jinju (1986) et le stade olympique (1987), qui expose ses opinions caractéristiques sur l'architecture ainsi que les éléments traditionnels coréens.
Kim commence à publier le mensuel SPACE (월간 공간) en 1966, la première revue d'art généraliste sud-coréenne qui recense et propage la culture coréenne. Kim fonde également SPACE Love (공간사랑) en 1978, un petit théâtre à l'intérieur du bâtiment du Space groupe et inaugure la SPACE Galerie en 1972, toutes institutions qui jouent un rôle important lors de nombreuses campagnes culturelles sud-coréennes. Du fait de ses contributions transversales dans des genres divers, Kim est considéré comme un activiste culturel révolutionnaire qui essaya d’intégrer l'architecture et les autres formes d'expression d'artistique.
Après que Kim Swoo Geun a disparu en 1986, victime d'un cancer du foie à l'âge de 55 ans, la « Kim Swoo Geun Foundation (김수근문화재단) » est créée en sa mémoire.

## Reconnaissance
Selon Park Gil-ryong, professeur à l'université de Kukmin, Kim fut le premier en Corée du Sud à affirmer que l'architecture devait posséder ses propres concepts et philosophie. L'architecte Min Hyeon Sik dit que Kim Swoo Geun vivait constamment en s'interrogeant sur la façon de transmettre et d'adapter efficacement la tradition coréenne à l'architecture contemporaine. C'était sa grande obsession. Sa réussite en tant qu'éducateur fut de parrainer Kim Won, Ryu Chun-su, Min Hyeon Sik, Lee Jong-ho, Seung Hyo-sang jusqu'à ce qu'ils deviennent d'éminents architectes.

## Sélection de créations
- 1963 Freedom Center (자유센터) à Jangchung-dong, Jung-gu, Séoul
- 1967 Musée national de Buyeo à Buyeo, Chungcheongnam
- 1969 Tower Hotel (타워호텔) à Jangchung-dong, Jung-gu, Séoul
- 1970 Pavillon coréen à l'Expo '70 (오사카 엑스포 한국관) à Osaka, Japon
- 1971 SPACE Group Building (공간 사옥) à Wonseo-dong, Jongno-gu, Séoul
- 1977 Stade olympique de Séoul, à Jamsil, Songpa-gu, Séoul
- 1979 Musée national de Cheongju, à Cheongju, Chungcheongbuk
- 1979 Munye Center and Fine Arts Center (종합문예회관, actuellement Arko Arts Museum) dans le Parc marronnier, Jongno-gu
- 1979 Église catholique Yangdeok (마산양덕성당) à Masan, Gyeongsangnam
- 1980 Église presbytérienne de Kyungdong (경동교회) à Jangchung-dong, Jung-gu, Séoul
- 1983 Ambassade des États-Unis à Séoul, Sejongno à Jongno-gu, Séoul
- 1984 Musée national de Jinju, à Jinju, Gyeongsangnam
- 1984 Musée national de la science à Yuseong-gu, Daejeon
- 1985 Église catholique de Bulgwang-dong (불광동성당) à Bulgwang-dong, Eunpyeong-gu, Séoul

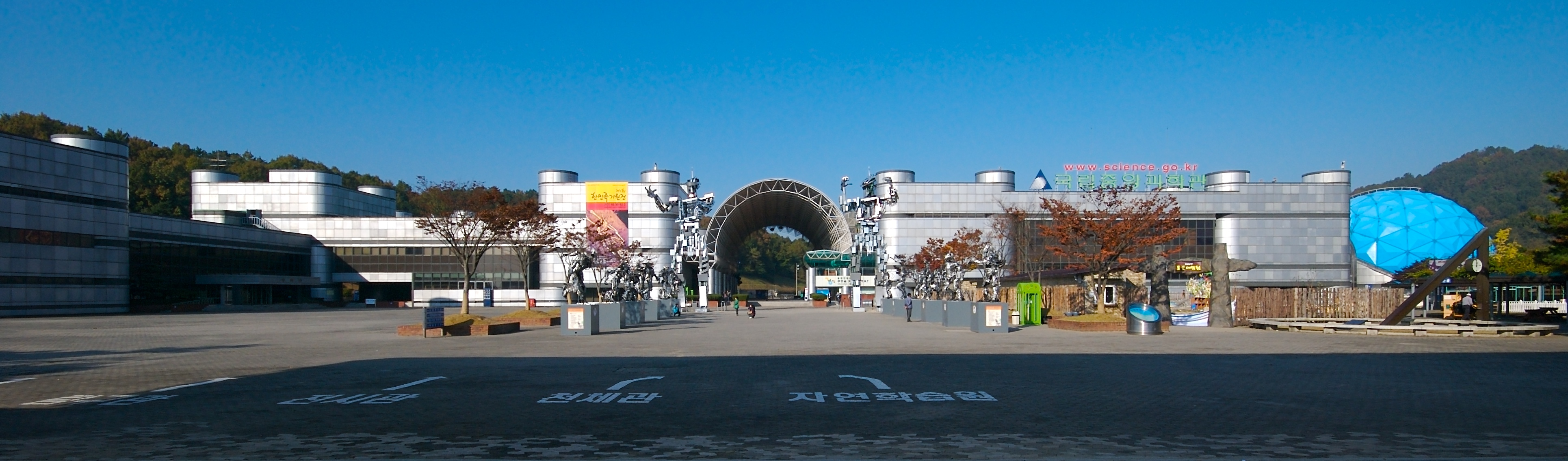
Musée national de la science à Daejeon

## Honneurs
- 1970 Civil Merit Medal, South Korea (국민포장 國民褒章)
- 1971 Pan Pacific Citation from the American Institute of Architects (AIA)[6],[8]
- 1979 Commendatore dell’ Ordine della Stella della Solidariet’ Italiana[6]
- 1982 Honorary Fellow from the American Institute of Architects (AIA)[9]
- 1984 Iron Tower, Order of Industrial Service Merit, South Korea (철탑산업훈장 鐵塔産業勳章)[6]
- 1986 Silver Tower, Order of Industrial Service Merit, South Korea (은탑산업훈장 銀塔産業勳章)[6]

## Source de la traduction
- (en) Cet article est partiellement ou en totalité issu de l’article de Wikipédia en anglais intitulé « Kim Swoo Geun » (voir la liste des auteurs).